# Schülerticket
Ein Schülerticket, auch Schüler-Sammelzeitkarte (SSZK) oder Schüler-Jahresfahrkarte, ist eine verbilligte oder kostenlose Fahrkarte, die Schüler, die den öffentlichen Personennahverkehr (ÖPNV) auf ihrem Weg zur Schule nutzen müssen, erhalten und die meist eine Gültigkeit von einem Schuljahr besitzt. Die Landkreise finanzieren in der Regel zusammen mit einem Verkehrsverbundunternehmen die Schulbeförderung.
Jeder Schüler, der aufgrund seines Wohnortes eine größere Entfernung zur Schuleinrichtung zurücklegen muss, erhält ein Schülerticket und hat die Pflicht, ein Lichtbild oder einen Schülerausweis mit Lichtbild zur Identifizierung bei sich zu tragen. Bei Verlust des Schülertickets ist eine neue Fahrkarte kostenpflichtig.
Um die öffentlichen Verkehrsmittel zu entlasten und Kosten einzusparen, versucht man, Schüler zur verstärkten Nutzung von Fahrrädern zu bewegen. Eine mögliche Variante hierzu ist, Schülern bei Verzicht auf eine Schülerfahrkarte eine fixe Geldprämie auszuzahlen, also die Inanspruchnahme der Dienstleistung Schulbus durch die Eigenleistung Fahrradnutzung zu ersetzen und bei der Finanzierung des Fahrrades zu helfen.
Eine weitere Art der Karte ist in Deutschland das meist kostenpflichtige Schülerferienticket, was häufig im gesamten Bundesland während der Ferienzeit gilt.